# Мілаково
Мілако́во (пол. Miłakowo, нім. Liebstadt) — місто в північній Польщі.
Належить до Острудзького повіту Вармінсько-Мазурського воєводства.

## Демографія
Демографічна структура станом на 31 березня 2011 року:
|          | Загалом | Допрацездатний вік | Працездатний вік | Постпрацездатний вік |
| -------- | ------- | ------------------ | ---------------- | -------------------- |
| Чоловіки | 1341    | 276                | 930              | 135                  |
| Жінки    | 1393    | 264                | 833              | 296                  |
| Разом    | 2734    | 540                | 1763             | 431                  |